# محوطه یوخاری سگز ناب
محوطه یوخاری سگز ناب مربوط به دوران‌های تاریخی پس از اسلام است و در شهرستان تاکستان، بخش ضیاءآباد، روستای سگز ناب واقع شده است.
این اثر در تاریخ ۱۱ شهریور ۱۳۸۲ با شمارهٔ ثبت ۹۷۸۶ به‌عنوان یکی از آثار ملی ایران به ثبت رسیده است.